# تشوقور قيشلاق
تشوقور قيشلاق هي بلدة في مقاطعة شهرسبز في ولاية قشقداريا في أوزبكستان.